# Delta del Llobregat

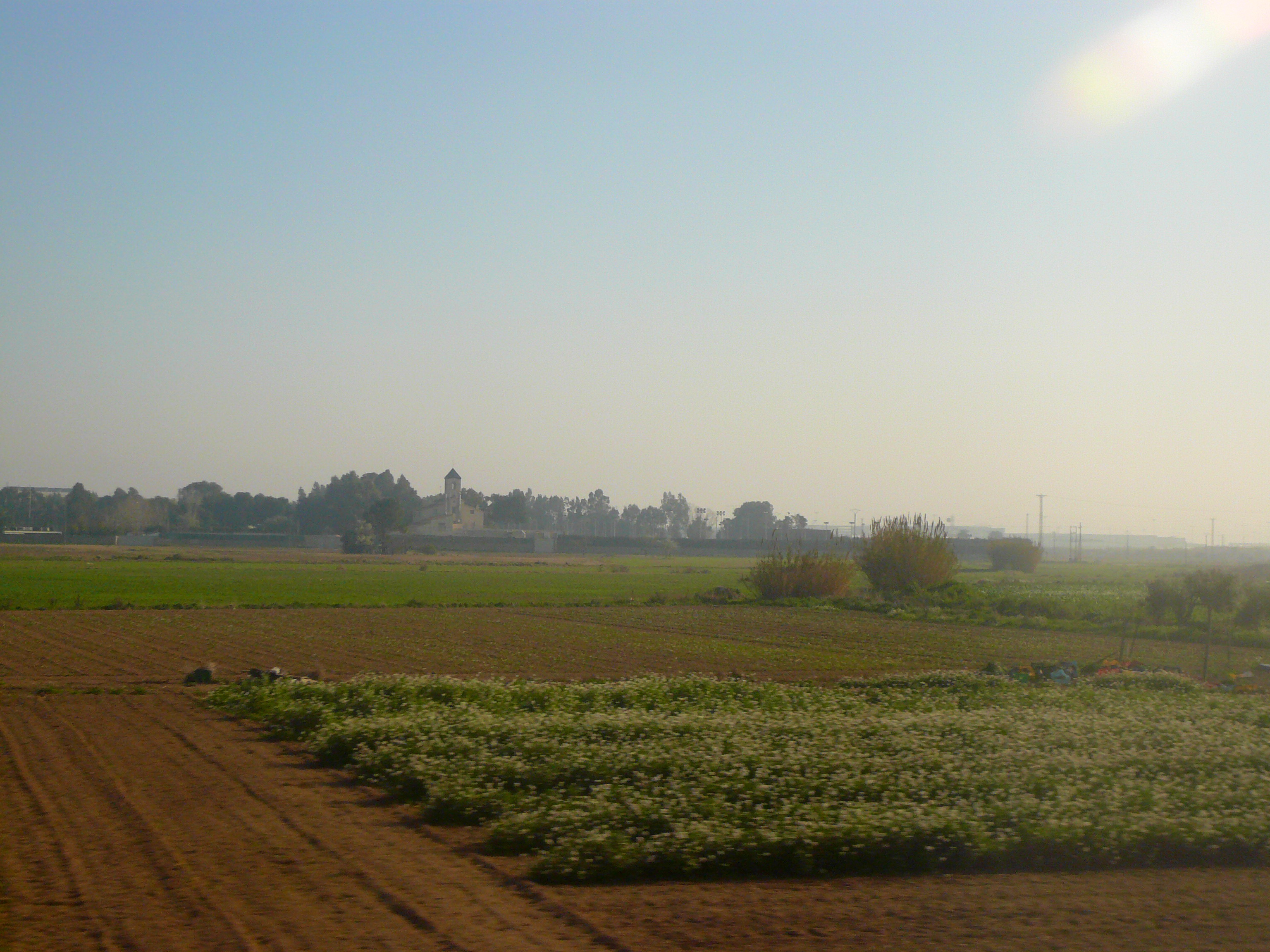
Camps del delta, al Prat de Llobregat, amb Cal Felip al fons.

El delta del Llobregat és el delta que forma el riu Llobregat en arribar a la mar Mediterrània. L'Espai Natural del Delta del Llobregat té una extensió de 926,9 ha. És el segon sistema deltaic en importància a Catalunya, després del delta de l'Ebre. Presenta ecosistemes palustres molt rics, extremadament fràgils, malmesos i poc representats a Catalunya. Les llacunes i les zones aigualoses litorals i les dunes naturals tenen un gran interès de conservació. Són, a més, un punt important de migració i hibernació d'aus.
En aquest espai hi tenen lloc bàsicament usos recreatius, amb l'observació d'ocells i de la natura en general. També hi tenen lloc algunes activitats agrícoles. S'hi troben alguns equipaments, com ara edificacions agrícoles, observatoris i el centre d'informació de la Reserva de les Filipines. D'altra banda, s'ha d'esmentar la xarxa de camins que travessen l'espai i dels diversos canals i recs que hi ha.

## Situació
Està situat geogràficament al bell mig de la costa catalana, entre els 41º 16' i els 41º 25' latitud N i els 1º 58' a 2º 10' longitud E.
Està format per una extensa plana que ocupa 98 km², delimitat pel massís del Garraf-Ordal (límit NW), el turó de Montjuïc (E) i la serra de Collserola (N), arribant fins al congost de Sant Andreu de la Barca al nord.

## Formació
El delta es forma per la sedimentació dels materials que transporta el riu Llobregat. Aquesta acció començà fa 5.000 anys, marcada pels canvis del nivell del mar i per les avingudes de sediments i riuades, així com pels canvis climàtics i l'acció antròpica. Tanmateix, aquest delta visible, o delta holocè, descansa sobre diversos deltes plistocens, actualment submergits, que es van formar a profunditats de més de 80 m respecte del nivell del mar actual.
En l'època romana pràcticament no existia la plana deltaica. La línia de la costa era prop de les serralades del Garraf i Collserola, i va anar avançant paulatinament, amb un creixement sobtat entre els segles vi i x, seguit d'una etapa de certa estabilitat, fins al segle xviii, amb una nova etapa de força progradació, desbordaments i avulsions afavorits suposadament per una intensa activitat humana a la conca. Tanmateix, a partir del segle xx el delta ha retrocedit uns 800 m a causa principalment dels embassaments i rescloses que s'han construït al riu, que provoquen una disminució del 40% del transport de sediments, i també per les diverses canalitzacions del tram final del riu, així com per l'erosió que causen les onades.
Ha tingut diferents boques de riu que amb el temps han anat creant les llacunes litorals.

## Particularitats

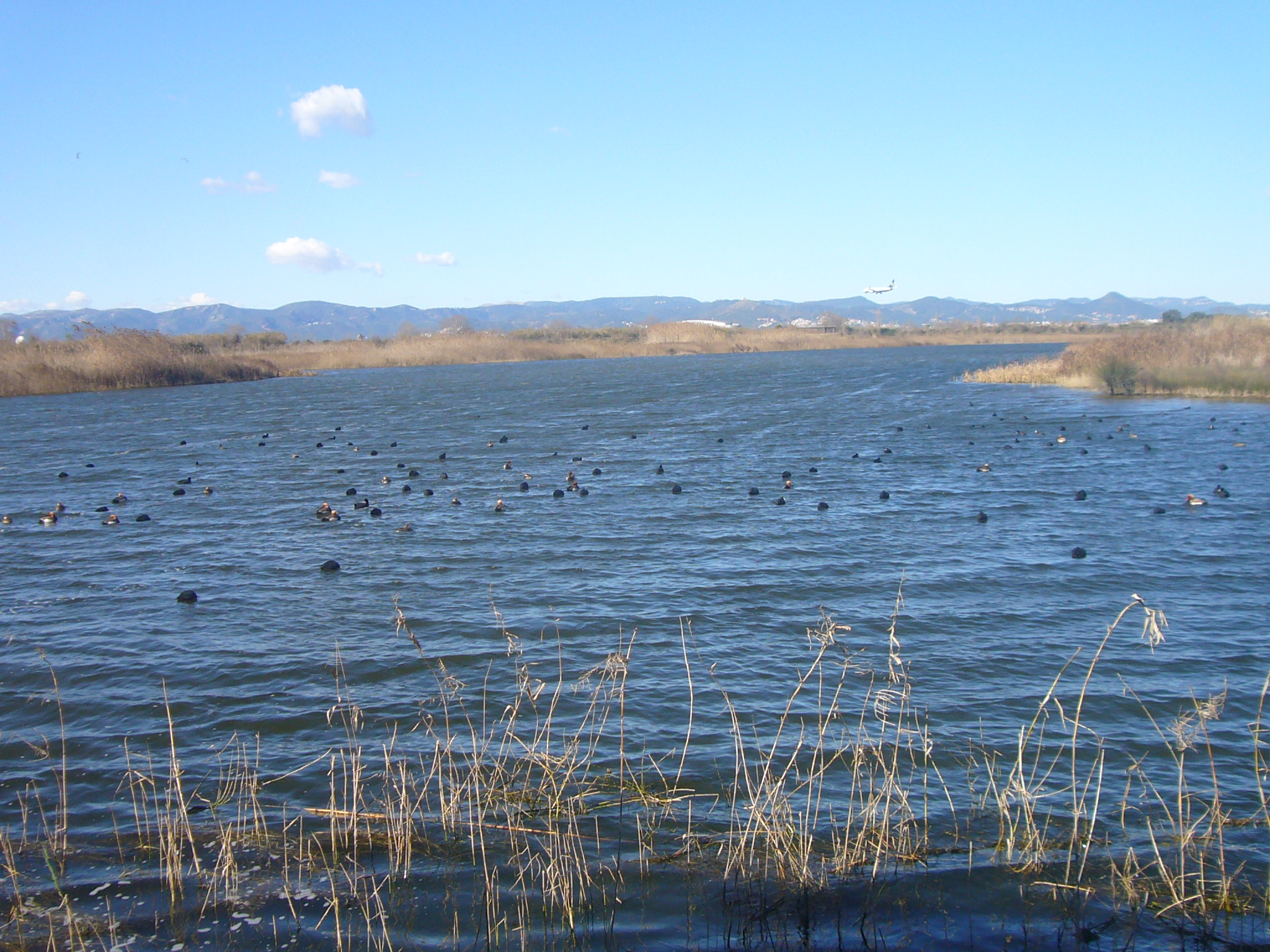
Estany de Cal Tet vist des de l'Aguait de Cal Tet

La situació geogràfica i el context geològic del delta del Llobregat condicionen el tipus de paisatge vegetal que hi trobem.
La natura esquistosa de la serralada litoral, a l'esquerra del riu, contrasta fortament amb les calcàries i dolomies del massís del Garraf. Això fa que, salvada la zona deltaica, el litoral canviï notablement d'aspecte. Malgrat que no existeixen diferències significatives de precipitació, passem d'un paisatge litoral mediterrani septentrional (domini de l'alzinar litoral) a un paisatge litoral mediterrani meridional (domini de la màquia d'ullastre i margalló, de les parts baixes del massís del Garraf), fruit de la sequera edàfica imposada pel carst.

## Medi físic
En aquest espai es manté actualment un conjunt de sistemes naturals d'interès més o menys remarcable i, tot i així, al delta del Llobregat l'àrea natural ocupa aproximadament només un 5% del total. Encara que el riu no arriba ni tan sols a bifurcar-se i la penetració vers la mar és molt reduïda. Al delta, que pràcticament no és funcional, perviuen part de les maresmes i llacunes litorals així com els canals i sistemes de drenatge.
El conjunt de l'àrea representa un model d'ecosistemes palustres molt rics i intensament transformats en una gran part del territori. El conjunt llacunar del delta del Llobregat queda actualment reduït a unes poques llacunes, algunes de les quals profundament humanitzades i transformades. Només dues (la Ricarda i el Remolar) conserven una representació de les unitats de paisatge natural.

## Biodiversitat
La diversitat biològica del delta del Llobregat està condicionada per la presència de diferents ambients naturals: la part final del riu Llobregat, llacunes i aiguamolls, pinedes litorals sobre dunes i platges verges amb vegetació de rereduna, gairebé úniques a Catalunya. Són uns espais molt importants per a la fauna, especialment per a les aus aquàtiques, pel fet de trobar-se enmig de la ruta migratòria dels ocells del nord d'Europa cap a l'Àfrica. Tenen una vegetació molt valuosa, amb una de les escasses poblacions de trencadalla de Catalunya, amb presència de Stachys maritima i s'hi han trobat més de 22 espècies diferents d'orquídies.

### Fauna
Cal remarcar l'interès ornític dels ambients palustres del delta del Llobregat, que conserva un conjunt de biòtops molt importants per a l'avifauna (canyissars, masses d'aigua). L'ornitofauna, tant de pas en les seves migracions estacionals com la sedentària i hivernant, presenta una notable diversitat. Són nombroses les espècies que hi han estat observades (355) amb importants poblacions nidificants d'anàtids i limícoles: ànec collverd (Anas platyrhynchos), camallargs (Himantopus himantopus), corriol camanegre (Charadrius alexandrinus) i altres. Ressalten algunes espècies molt fràgils o escasses a Catalunya, com el martinet ros (Ardeola ralloides), l'agró roig (Ardea purpurea), i el bitó comú (Botaurus stellaris), entre d'altres.
Sobresurten, així mateix, els densos poblaments litorals de sargantanes, com el sargantaner petit (Psammodromus hispanicus). La tortuga de rierol (Mauremys leprosa) també és present a l'Espai. Els peixos de les zones salobres també compten amb elements interessants, com ara el fartet (Aphanius iberus).
La fauna invertebrada de les aigües salabroses està molt ben representada, amb alguns elements remarcables (diverses espècies de crustacis) constituents del plàncton. S'ha de remarcar també la singularitat, per la seva raresa, de diverses espècies d'invertebrats pròpies dels llocs secs i zones sorrenques: coleòpters (Iberodorcadion suturale, Cicindella germànica sp catalaunica), mol·luscs (Ferussacia disparata), lepidòpters (Laelia coenosa), heteròpters (Schidium tibbu, Politoxus siculus), etc.
Els biomes marins d'aquest Espai són representants de les zones litorals amb fons de fang i sorra. Finalment, cal assenyalar que el conjunt de les zones humides del delta del Llobregat conserven encara una important mostra dels ecosistemes típics d'aquests ambients extremadament fràgils i molt malmesos, poc representats a Catalunya.

### Vegetació i flora
Les comunitats vegetals halòfiles, dels sòls temporalment inundats, i les helofítiques, de les vores dels estanys litorals, caracteritzen el paisatge deltaic. Els salobrars litorals d'aquesta plana deltaica solen estar coberts de salicornars subarbustius (Arthrocnemetum fructicosi), mentre que els canyissars (Typho- Schoeno-plectetum glauci) formen un important cinyell de vegetació a les vores de séquies i regalls i permeten la instal·lació d'herbassars alts de càrexs i jonqueres (Cypero-Caricetum otrubae). Sobre els sòls salats, cal assenyalar la presència de comunitats com les jonqueres halòfiles (Schoeno-Plantaginetum crassifoliae) o els espartinars (Spartino-Juncetum maritimi). En alguns indrets del litoral resten petits fragments de comunitats psammòfiles pròpies dels sorrals marítims: comunitats de borró (Ammophiletum arundinaceae) i jull de platja (Agropyretum mediterraneum), així com fragments de les antigues pinedes litorals de pi pinyer (Pinus pinea), instal·lades sobre dunes fixades. Aquestes comunitats, en alguns casos molt malmeses i degradades, serven però una flora rica amb espècies que presenten molt poques localitats a Catalunya (Kosteletzkya pentacarpos, Spartina juncea, Cenchrus incertus). S'ha de remarcar l'interès micològic de les dunes i pinedes, així com l'algològic de les llacunes.

## Desviament de la desembocadura
A conseqüència de les obres d'ampliació del Port de Barcelona el 2004 la desembocadura del riu va ser desviada 2,5 quilòmetres cap al sud en els 3,5 darrers quilòmetres del riu. Com a compensació per aquesta obra es realitzà la nova llacuna de Cal Tet i les basses de recàrrega de l'aqüífer a la vora del marge dret del riu i a la platja de Ca l'Arana.
També a causa de les obres es creà l'illa del Molí per poder traslladar posteriorment el molí arrosser de Ca l'Arana, considerat una peça única del patrimoni industrial català. En l'actualitat del conjunt no en queda res; el molí ja ha sigut desmuntat per a ser exposat en el futur.

## Degradació i protecció limitada

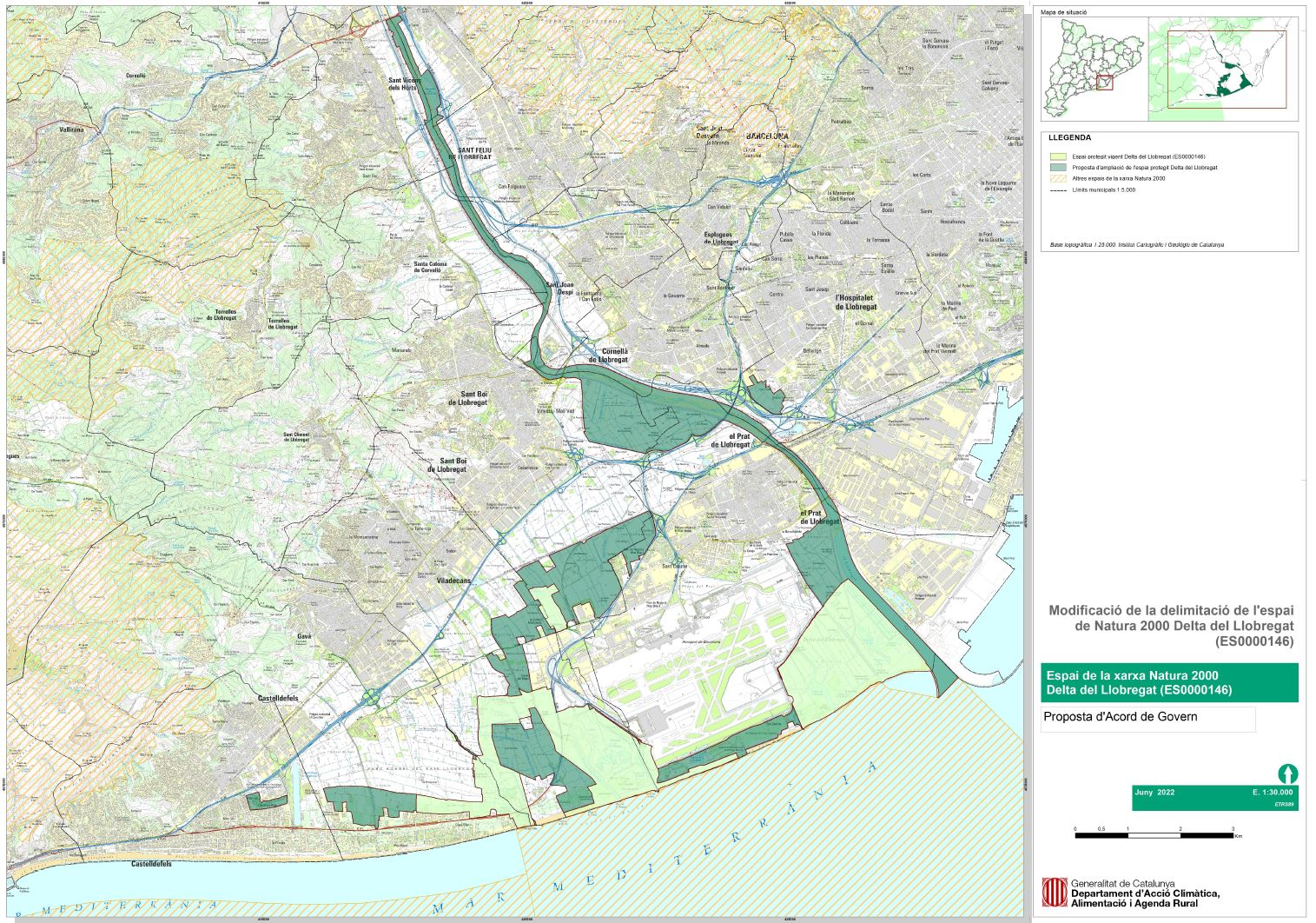
ZEPA Delta del Llobregat: en verd fosc, àrea ampliada el 2024. En verd clar, àrea protegida anterior.

La proximitat de Barcelona al delta ha fet que gran part de la seva superfície que abans eren aiguamolls, pinedes o terra dedicada al conreu d'hortalisses i fruites, entre les quals destacaven les carxofes del Prat, hagi estat coberta amb habitatges, asfalt i ciment a partir de la segona meitat del segle xx. Moltes autopistes, zones industrials, instal·lacions portuàries, l'aeroport del Prat i zones d'habitatges i comercials que es continuen estenent es troben damunt dels terrenys del delta. La superfície no urbanitzada es troba en franca regressió i va minvant d'any en any de manera alarmant.
Tot i l'àmplia degradació de la zona, el Delta del Llobregat encara conserva una sèrie d'aiguamolls (Remolar-Filipines, la Ricarda, Ca l'Arana i Cal Tet, Estany de la Murtra, Basses de Can Dimoni, entre d'altres) que tot i que estan molt afectats per l'efecte de vora representen en conjunt la tercera zona humida més important de Catalunya. Els espais naturals del Delta del Llobregat formen part de la xarxa Natura 2000 com a Zona d'especial protecció per a les aus (ZEPA), una figura de protecció que reconeix la seva importància en el marc de la directiva Hàbitats de la Unió Europea.
El febrer de 2021 la Comissió Europea envià una carta a les autoritats ambientals competents sol·licitant la millora en la gestió, compensació de danys ambientals previs i ampliació dels espais protegits del Delta del Llobregat (específicament referida a la ZEPA). La carta fou motivada per una denúncia de l'entitat DEPANA per l'incompliment dels compromisos de les administracions arran de l'ampliació de l'aeroport del Prat i el desviament del tram final del Llobregat per l'ampliació del Port de Barcelona. Això provocà que el juny del 2022 la Generalitat de Catalunya anuncià la proposta d'ampliació de la ZEPA del delta del Llobregat, que en aquell moment era de 935 hectàrees, corresponent als Espais Naturals del Delta del Llobregat. Tanmateix, el 5 d'octubre del 2023, el Parlament de Catalunya aprovà una moció instant l'executiu a aturar el projecte d'ampliació de l'espai. Finalment, el 23 de juliol de 2024 el govern aprovà ampliar la ZEPA en 1.472,07 ha, suposant una superfície protegida final de 2.407,12 ha.